# Zachary Clay Taylor
Zacarias Clay Taylor (Jackson, Hinds, Mississipi, 1850 — Corpus Christi, Texas, 14 de setembro de 1919) foi um missionário batista norte-americano responsável pela tradução da Confissão de Fé de New Hampshire para o português.

## Biografia
Sua esposa foi Katherine Steves Crawford Taylor.
Pregou seu primeiro sermão na igreja em 12 de março de 1882.
Ajudou em 1882 na fundação da Primeira Igreja Batista Brasileira em Salvador, na Bahia, juntamente com o casal William Buck Bagby e Anne Luther Bagby, e o ex-padre Antônio Teixeira de Albuquerque.
Fundou o jornal evangélico Echos da Verdade em 1886.
Entre o final do século XIX e início do século XX consagrou como pastor a Antonio Teófilo de Queiroz, que foi o primeiro pastor batista de Vitória da Conquista. A comunidade que originou a Primeira Igreja Batista em Vitória da Conquista teve início em 1900.
Participou da comissão organizadora que organizou a Convenção Batista Brasileira em 22 de junho de 1907. Nesta ocasião foi eleito como tesoureiro.
Foi enviado pela Junta de Missões da Convenção Batista Brasileira para Portugal em 1908, onde fundou a I Igreja Baptista do Porto, Portugal.